# Georgia Sagri
Georgia Sagri, griechisch Γεωργία Σαγρή, (* 1979 in Athen) ist eine griechische Bildhauerin, Installations-, Performance- und Videokünstlerin.

## Leben und Werk
Georgia Sagri studierte bis 1993 Cello am Athener Konservatorium. 2002 schloss sie ihr Studium an der Hochschule der Bildenden Künste Athen mit Auszeichnung ab. Von 2006 bis zum Master 2008 studierte sie an der Columbia University. Sagri wurde mit zahlreichen Preisen ausgezeichnet und stellt national sowie international aus.

## Ausstellungen (Auswahl)

### Einzelausstellungen
- 2014: Mona Lisa Effect, Kunsthalle Basel, Basel
- 2015: Saloon: There is no country in our hearts, Muzeum Sztuki Nowoczesnej w Warszawie, Warschau
- 2017: Georgia Sagri Georgia Sagri Kunstverein Braunschweig[3]
- 2018: Georgia Sagri and I, Portikus, Frankfurt am Main[4]

### Gruppenausstellungen
- 2016: Documentary of Behavioral Currencies Manifesta 11, Zürich
- 2016: Antigone Model – Coda, Onassis Festival, Athen
- 2017: Dynamis (2017), documenta 14, Kassel und Athen[5]